# Samernas utbildningscentrum

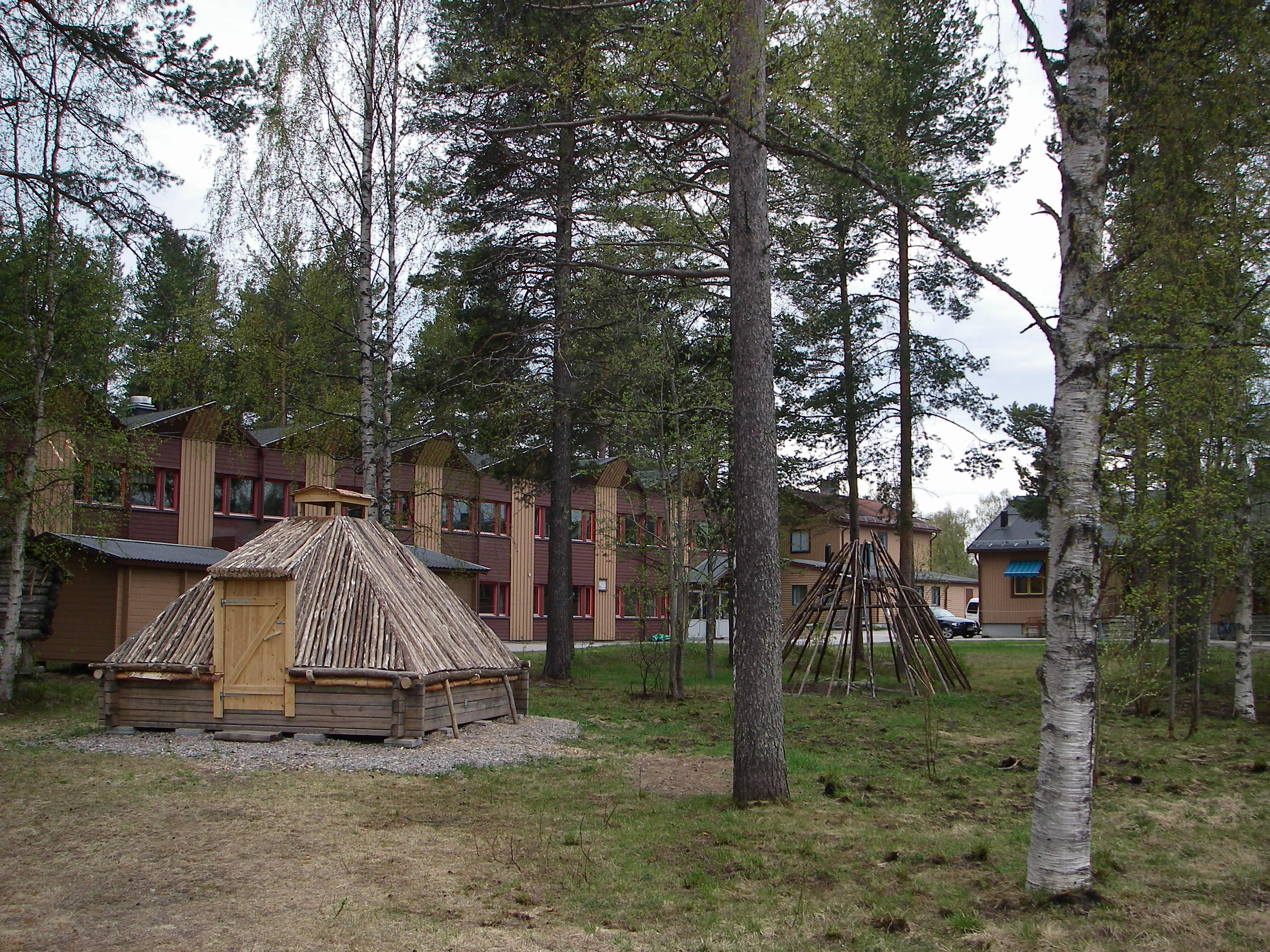
Kåtor på Samernas utbildningscentrums område.

Samernas utbildningscentrum (lulesamiska Sámij áhpadusguovdásj), är en samisk utbildningsanstalt i Jokkmokk.

## Historik
Samernas utbildningscentrum bildades 1942 som Samernas folkhögskola. År 1999 ombildades den till Samernas utbildningscentrum och är formellt inte längre en folkhögskola.
Gustav Park och Karin Stenberg var tidiga förespråkare för en samisk folkhögskola. En skola startade i liten skala 1942 i Sorsele som en folkhögskola på kristen grund av Svenska Missionssällskapet med biskop Bengt Jonzon i Luleå som drivande kraft. Som förste rektor utsågs Lennart Wallmark, som kom att stanna på denna post till 1971. Bengt Jonzon var styrelsens ordförande till 1960.
Folkhögskolan tog 1944 initiativ till ett samiskt ungdomsmöte i mars 1944, som samlade 250 ungdomar och kom att ha stor betydelse för den fortsatta utvecklingen av samiska institutioner i Sverige. Som en följd av mötet bildades Riksförbundet Same Ätnam 1945 och mötet bidrog också till skolans fortlevnad efter en nedgång i elevantalet och att en elevbyggnad uppfördes i Jokkmokk, dit skolan flyttade 1945. Ett nytt skolhus blev klart 1948.
Från 1947/48 blev skolan tvåårig och började också ta emot elever från Norge.  Lokalerna byggdes ut 1961-62 med bland annat ett nytt elevhem. Från mitten av 1960-talet minskade elevantalet och Missionssällskapet fick svårigherter att fortsätta som huvudman för skolan, en verksamhet som finansierats genom rikskollekt. Inför nedläggningshotet bildade Riksorganisationen Same Ätnam, Svenska Samernas Riksförbund och Jokkmokks kommun stiftelsen Samernas Folkhögskola, som övertog verksamheten i april 1972.

## Skolan idag
Skolan, från 1999 under namnet Samernas utbildningscentrum, tar emot elever från 18 års ålder från hela Sápmi. Den har ett elevhem med 28 enkelrum. Den har bland annat tre långa linjer:
- Duodji, sameslöjdslinje, skinn/textil eller trä/horn (1–2 år)[1]
- Boazodoallu, rennäringslinje
- Giella, samiska språkstudier

Rektor är Britt-Inger Tuorda.
Samernas utbildningscentrum är medlem i det internationella nätverket University of the Arctic (UArctic).